# Swartzieae
Swartzieae és una tribu d'angiospermes que pertany a la subfamília faboideae dins de la família de les fabàcies.

## Gèneres
- Aldina
- Amburana
- Ateleia
- Baphiopsis
- Bobgunnia
- Bocoa
- Candolleodendron
- Cordyla
- Cyathostegia
- Dupuya
- Exostyles
- Harleyodendron
- Holocalyx
- Lecointea
- Mildbraediodendron
- Swartzia
- Zollernia